# Irene Taylor Brodsky
Irene Taylor (Saint Louis, 15 giugno 1970) è una regista di documentari statunitense.

## Biografia
Si è laureata alla New York University e alla Scuola di giornalismo della Columbia University. Ha vinto un Emmy per Heart of the Country, ha vinto nel 2007 al Sundance Film Festival il premio del pubblico per la miglior opera prima con il suo documentario Hear and How.  I suoi documentari sono andati in onda su HBO, CBS, A&E Network, Fox e History.
Taylor è la fondatrice della Vermilion Films. È anche autrice di Buddhas in Disguise.

## Filmografia
- 2007: Hear and Now -- Best Life Award | Biografilm Festival 2008.

- 2009: http://www.ri.org.br/RIdocuments/it_pdf/endpolionow_newsletter_current_it.pdf[collegamento interrotto] -- candidato all'ultima edizione degli Oscar

- 2016: Beware the Slenderman